# Статус стосунків: Усе складно
Статус стосунків: Усе складно (тур. İlişki Durumu: Karışık) — турецька романтична комедія, створена MF Yapım. Прем'єра відбулася 4 липня 2015 року. В головних ролях — Серен Щіріндже, Берк Октай, Еда Едже. В Україні прем'єра відбулася 21 лютого 2018 року на Новому каналі.

## Сюжет серіалу
Айшегюль, письменниця, яка працює вдома, раптом опиняється у відпустці у Греції, організованою друзями. Під час поїздки, Айшегюль знайомиться з відомим актором серіалу Джаном Текіном. Через деякий час вона розуміє, що все не так, як здається. Справжній сюрприз, влаштований її друзями, — це афера. Вона раптово і несподівано повертається в Стамбул і стикається з правдою — у неї більше немає дому. Тут сюрпризи не закінчуються. Коли Айшегюль знову зустрічає Джана, її життя повністю зміниться, бо він і є новим власником її будинку.

## Актори
| Ім'я актора          | Персонаж       |
| Серен Щіріндже       | Айшегюль Гюнай |
| Берк Октай           | Джан Текін     |
| Еда Едже             | Еліф Гюневер   |
| Памір Пекін          | Мурат Сойкан   |
| Нурселі Ідіз         | Медіха Текін   |
| Сезай Айтекін        | Ісмаїл Текін   |
| Алптекін Серденгечті | Тахсін Текін   |
| Мерт Тюркоглу        | Ефе Шенгюн     |
| Озлем Очалмаз        | Едже Шенгюн    |
| Еда Аккая            | Джандан        |

## Сезони
| Сезон | Епізоди | Епізоди | Оригінальний показ | Оригінальний показ | Оригінальний показ |
| Сезон | Епізоди | Епізоди | Перший показ       | Останній показ     | Мережа             |
| ----- | ------- | ------- | ------------------ | ------------------ | ------------------ |
| 1     | 40      | 40      | 4 липня 2015       | 27 квітня 2016     | Show TV            |

## Трансляція в Україні
- Серіал транслювався з 21 лютого по 18 квітня 2018 року на Новому каналі, з вівторка по п'ятницю о 15:00 по одній серії.